# Higashi-Sumiyoshi
Higashi-Sumiyoshi (東住吉区, Higashi-Sumiyoshi-ku), sovint romanitzat com a Higashisumiyoshi, és un dels 24 districtes urbans de la ciutat d'Osaka, capital de la prefectura homònima, a la regió de Kansai, Japó. El nom del districte, Higashi-Sumiyoshi, es pot traduir al català com "Sumiyoshi de l'est" o "Sumiyoshi oriental", fent així referència a la seua posició geogràfica a la ciutat.

## Geografia
El districte de Higashi-Sumiyoshi es troba localitzat al sud-est dins de la ciutat d'Osaka i al centre de la prefectura homònima. El terme del districte limita amb el municipi de Matsubara al sud, amb Hirano a l'est, amb Abeno i Sumiyoshi a l'oest i amb Ikuno al nord.

### Barris
Els barris del districte de Higashi-Sumiyoshi són els següents:
- Imagawa (今川)
- Imabayashi (今林)
- Kita-Tanabe (北田辺)
- Kumata (杭全)
- Kuwazu (桑津)
- Kōen-Minami-Yata (公園南矢田)
- Komagawa (駒川)
- Sunji-Yata (住道矢田)
- Takāi (鷹合)
- Tanabe (田辺)
- Terugaoka-Yata (照ケ丘矢田)
- Nakano (中野)
- Nagai-kōen (長居公園)
- Nishi-Imagawa (西今川)
- Hari-Nakano (針中野)
- Higashi-Tanabe (東田辺)
- Minami-Tanabe (南田辺)
- Yata (矢田)
- Yamasaka (山坂)
- Yuzato (湯里)

## Història
El districte de Higashi-Sumiyoshi es fundà l'1 d'abril de 1943 fruit d'una escissió del districte de Sumiyoshi, d'ahí el seu nom, juntament amb diversos municipis independents absorbits per la ciutat, com Nagai o Tanabe, que ara són barris. L'any 1955 s'incorporen més municipis a la ciutat i en concret al districte, alguns d'ells van ser Yata, Nagayoshi, Uriwari i Kami. L'any 1974 el districte pateix una secessió del que serà des de llavors el districte de Hirano, el qual comprendrà els antics municipis de Hiranogō, Kire, Uriwari, Nagayoshi i Kami, que fins llavors havien sigut part de Higashi-Sumiyoshi.

## Transport

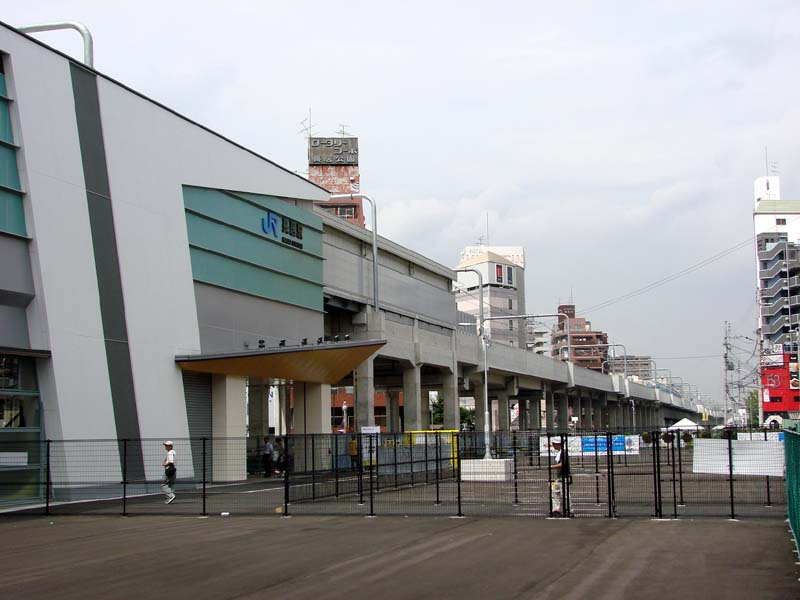
Estació de Nagai

### Ferrocarril
- Companyia de Ferrocarrils del Japó Occidental (JR West)
  - Tōbu-shijō-mae
- Metro d'Osaka
  - Tanabe - Komagawa-Nakano
- Ferrocarril Kinki Nippon (Kintetsu)
  - Kita-Tanabe - Imagawa - Harinakano - Yata

### Carretera
- Autopista Hanshin
- Nacional 25 - Nacional 479